# Prebiotica
Prebiotica zijn niet verteerbare levensmiddeleningrediënten, die selectief de groei en/of de activiteit van één of meerdere soorten bacteriën in de dikke darm stimuleren, en daardoor de gezondheid van de gastheer bevorderen.
De meeste prebiotica zijn koolhydraten, maar de definitie sluit niet uit dat ook andere stoffen als prebioticum te gebruiken zijn. In theorie kan zelfs een antibioticum, dat gericht is tegen een aantal schadelijke bacteriesoorten en daardoor niet schadelijke bacteriën zou bevorderen, als een prebioticum werken.
De definitie richt zich ook niet op één bepaalde bacteriegroep. Het wordt echter vaak aangenomen dat een prebioticum de groei en/of activiteit van bifidobacteriën en een selecte groep melkzuurbacteriën zou moeten bevorderen. Aan deze bacteriegroepen worden gezondheidsaspecten toegeschreven.
Een product dat specifiek bifidobacteriën zou stimuleren wordt ook wel een bifidogene factor genoemd. Sommige prebiotica kunnen dus tegelijkertijd bifidogeen zijn, maar het zijn feitelijk twee verschillende concepten.
De definitie geeft ook aan dat een gunstig effect bereikt kan worden door het metabolisme in de darm te verbeteren. Dit houdt dus in dat niet een bepaalde bacteriegroep gestimuleerd hoeft te worden, maar dat de stofwisseling van de darmflora als geheel in een gunstige richting gestuurd moet worden. In de praktijk komt dat neer op een stimulatie van de fermentatie (omzetting) van koolhydraten ten koste van fermentatie van eiwitten.
Fermentatie van koolhydraten resulteert in de vorming van neutrale of gezonde stoffen voor de darm en het lichaam. Eiwitfermentatie daarentegen levert vooral mogelijk schadelijke stoffen op.

## Commerciële prebiotica
De meeste commerciële prebiotica zijn oligosachariden en voedingsvezels. De gebruikte oligosachariden stimuleren vooral het koolhydraatmetabolisme en kunnen dus de meest gunstige effecten hebben op de gastheer. Echter, lang niet alle oligosachariden zullen een gunstig effect hebben. Om als een prebioticum gebruikt te kunnen worden, moet een product eerst degelijk in dierproeven en bij vrijwilligers getest worden.
Er zijn op dit moment geen oligosachariden bekend die een bepaalde groep bacteriën selectief zouden stimuleren. Hoewel door een aantal fabrikanten wel geclaimd wordt dat hun product selectief door bifidobacteriën of melkzuurbacteriën wordt gefermenteerd, wijzen zowel alle in-vitro-onderzoeken (in een laboratorium) als in-vivo-onderzoeken (in mensen of dieren) uit dat alle commerciële oligosachariden door een groter aantal bacteriesoorten gebruikt worden. Wel hebben de meeste prebiotica ten minste ook een stimulerend effect op de hoeveelheid bifidobacteriën.
Als commerciële prebiotica effectief zijn, en hier zijn vele aanwijzingen voor, werken ze door verandering van het metabolisme, en nog niet aantoonbaar door selectieve stimulatie.

## Probiotica
Prebiotica moeten niet worden verward met probiotica, wat levende organismen zijn die eenzelfde soort effect bewerkstelligen.

## Bron
- Food-Info